# Antsahé
Antsahé är en ort i Komorerna.   Den ligger i distriktet Anjouan, i den sydöstra delen av landet, 160 km sydost om huvudstaden Moroni. Antsahé ligger 177 meter över havet och antalet invånare är 1 180. Den ligger på ön Anjouan.
Terrängen runt Antsahé är varierad. Havet är nära Antsahé åt sydost.  Närmaste större samhälle är Mramani, 1,3 km nordost om Antsahé. 